# Bazilika Zvěstování (Nazaret)
Bazilika Zvěstování v Nazaretu náleží františkánské Kustodii Svaté země a byla postavena na místě, kde se připomíná biblická událost Zvěstování. Stojí na místě, kde podle křesťanské tradice archanděl Gabriel zvěstoval Panně Marii (tradičně 25. března), že počne syna Ježíše. Je jedním z hlavních křesťanských poutních míst ve Svaté zemi a jednou z největších sakrálních staveb na Blízkém Východě.

## Historie

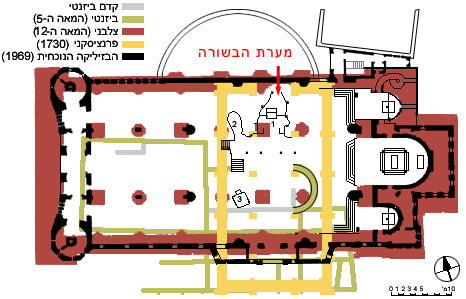
Výsledky archeologického výzkumu

Podle archeologického výzkumu zde ve 3. století stála židovská synagóga (na plánku vyznačena zeleně), vedle ní byl roku 429 vystavěn byzantský chrám (vyznačen žlutě) a obě stavby překryla trojlodní orientovaná dvouvěžová bazilika (půdorys vyznačen hnědě), kterou ve 12. století zbudovali či jen přestavěli křižáci. Ti zde již v roce 1099 založili arcidiecézi a dům pro poutníky. Skvostnou románsko-gotickou baziliku pak v roce 1263 dal zničit sultán Bajbars, který ovšem nechal zachovat svatou jeskyni.
Františkáni Kustodie Svaté země se v Nazaretu usídlili okolo roku 1620, založili zde klášter nedaleko místa Zvěstování a vystavěli kostel sv. Josefa. V roce 1730 získali povolení na obnovu baziliky, jejíž stavba existovala až do roku 1954, kdy bylo započato s radikální přestavbou. Moderní třípodlažní budovu ve stylu brutalismu podle projektu italského architekta Giovanniho Muzia po dokončení hrubé stavby inauguroval papež Pavel VI. v roce 1964. Pokračovalo její vnitřní vybavování a výzdoba, roku 1969 byla vysvěcena a další výzdoba z finančních příspěvků i hotových výtvarných děl z celého světa byla ukončena až po roce 1980. Bazilika má ve dvou podlažích nad sebou dva chrámy, spodní je spojen s jeskyní, na horní kostel přímo navazuje třetí podlaží, tj. ochoz osmiboké věže s kupolí, která je přístupná také zvenčí. Na střeše baziliky spojené s klášterem, je umístěna křestní kaple.
V arkádovém nádvoří na západní a jižní straně baziliky je osazeno šest desítek mariánských mozaik madon z celého světa, mimo jiné i mozaika Antonína Kloudy Zvěstování z roku 1980.

## Galerie

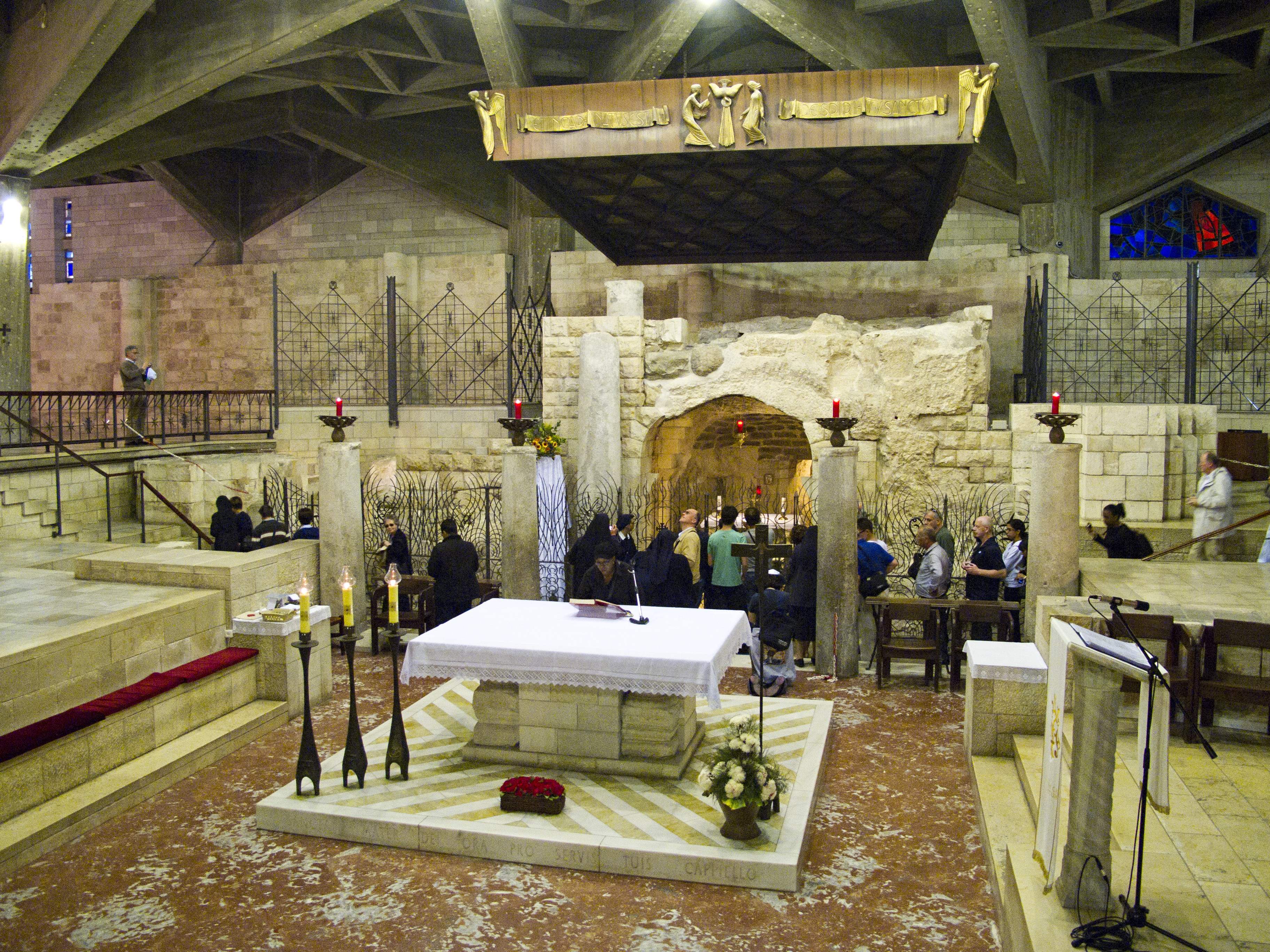
Spodní kostel s jeskyní
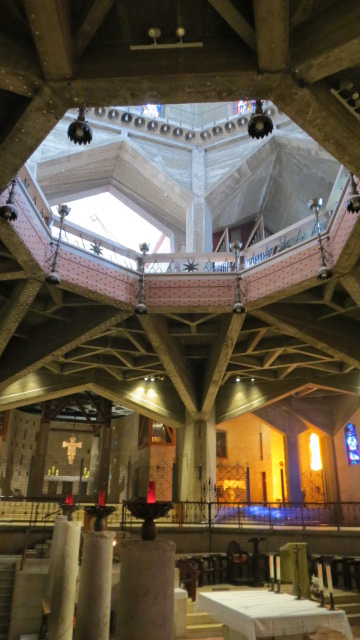
Spodní kostel a průhled do věže
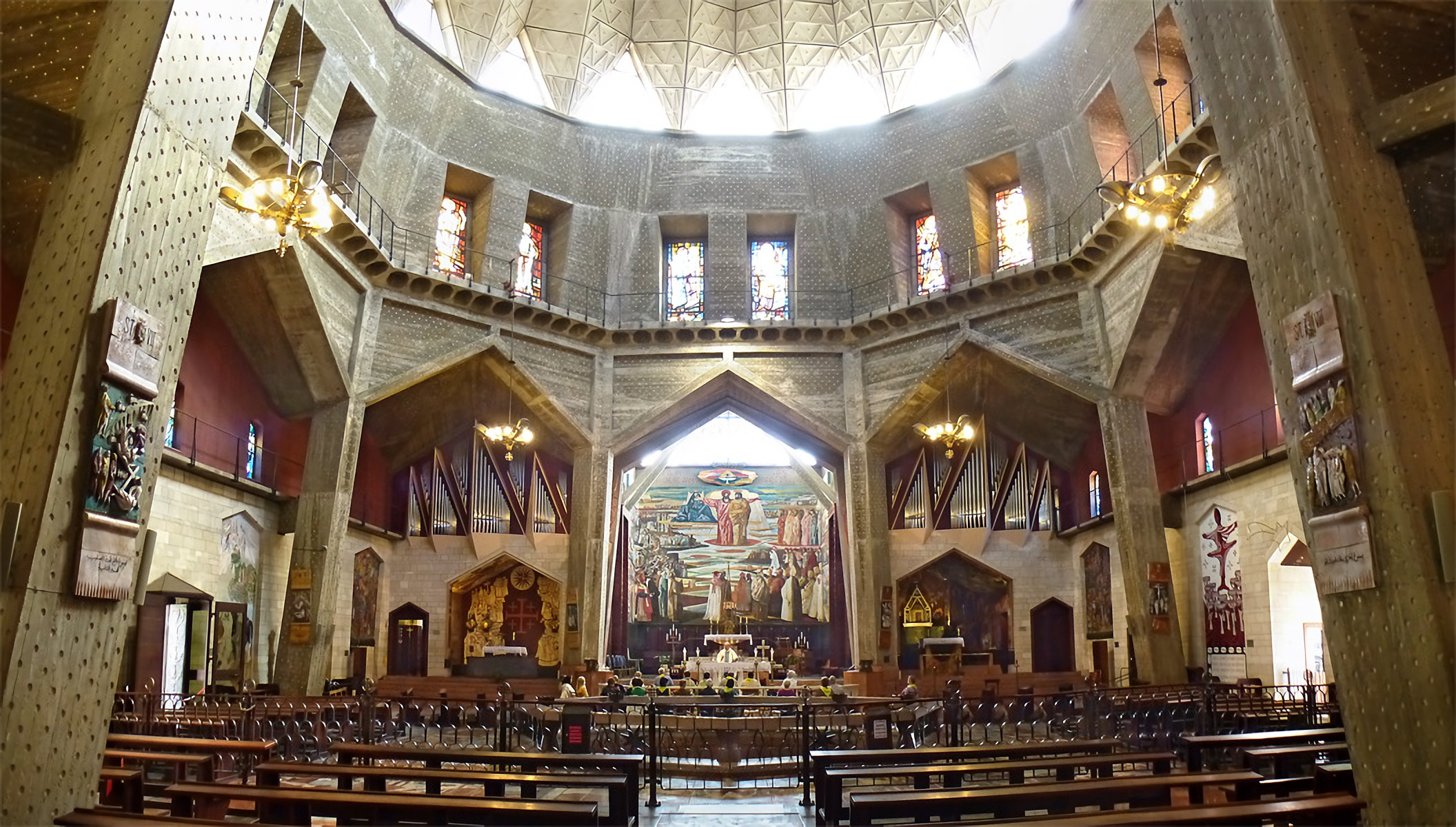
Horní kostel
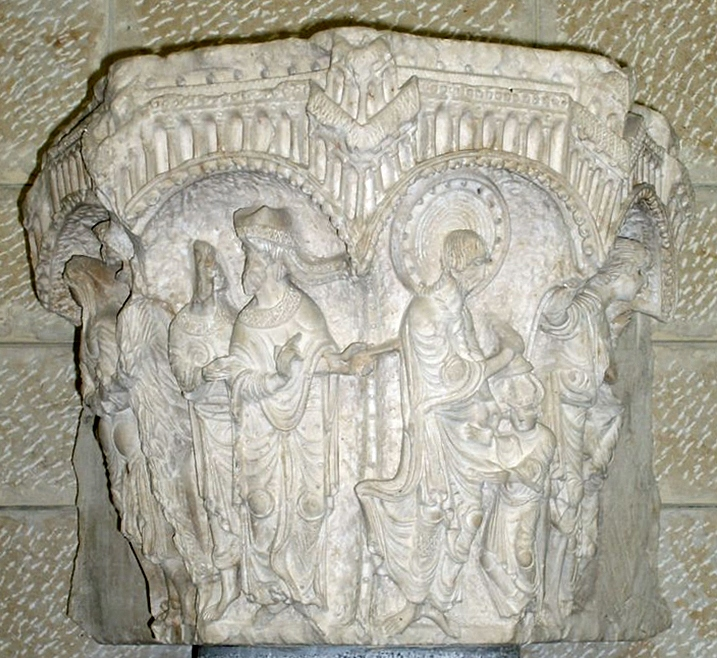
Hlavice sloupu ze 12. století
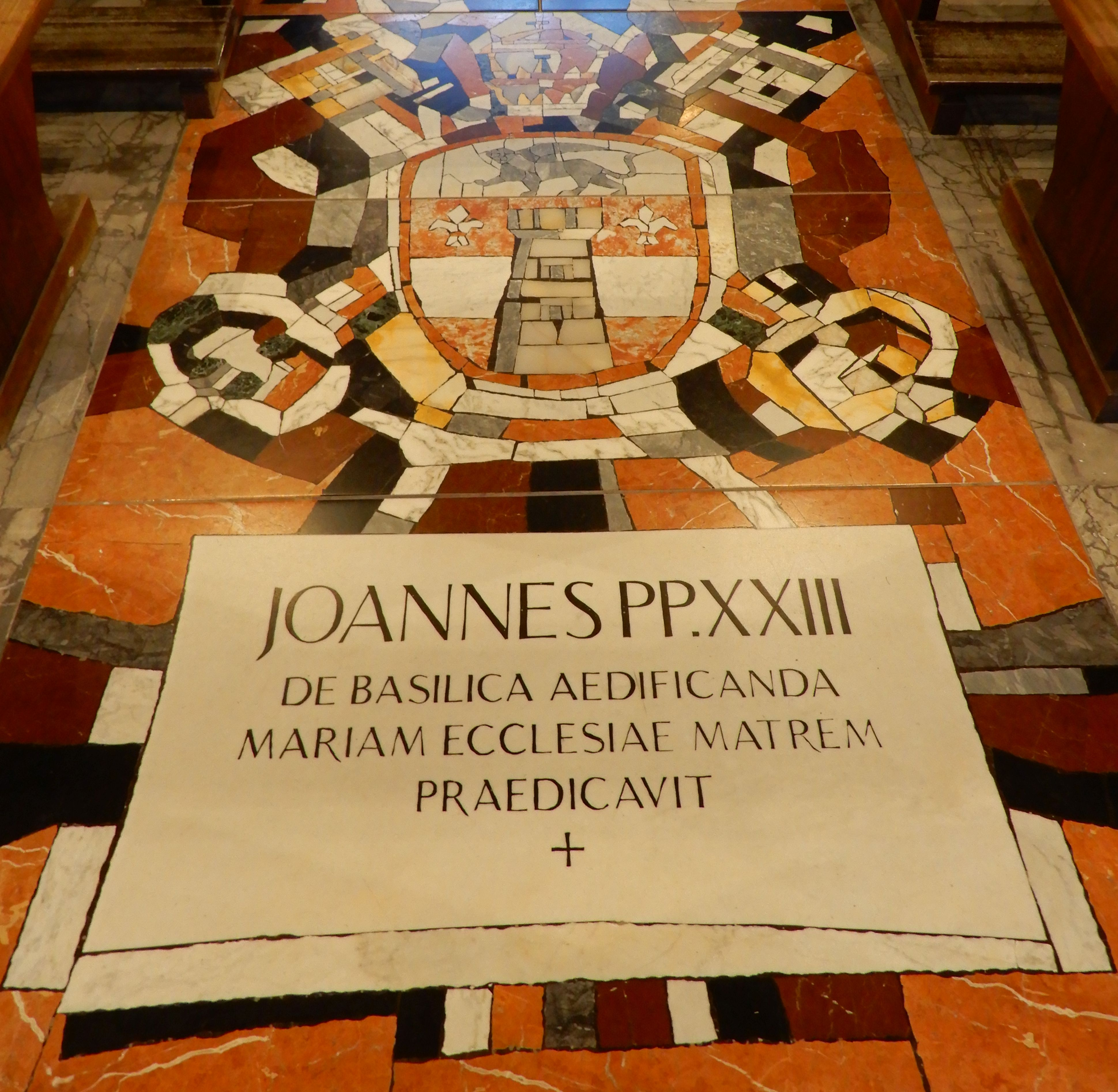
Pamětní dlažba Jana Pavla II., 2015
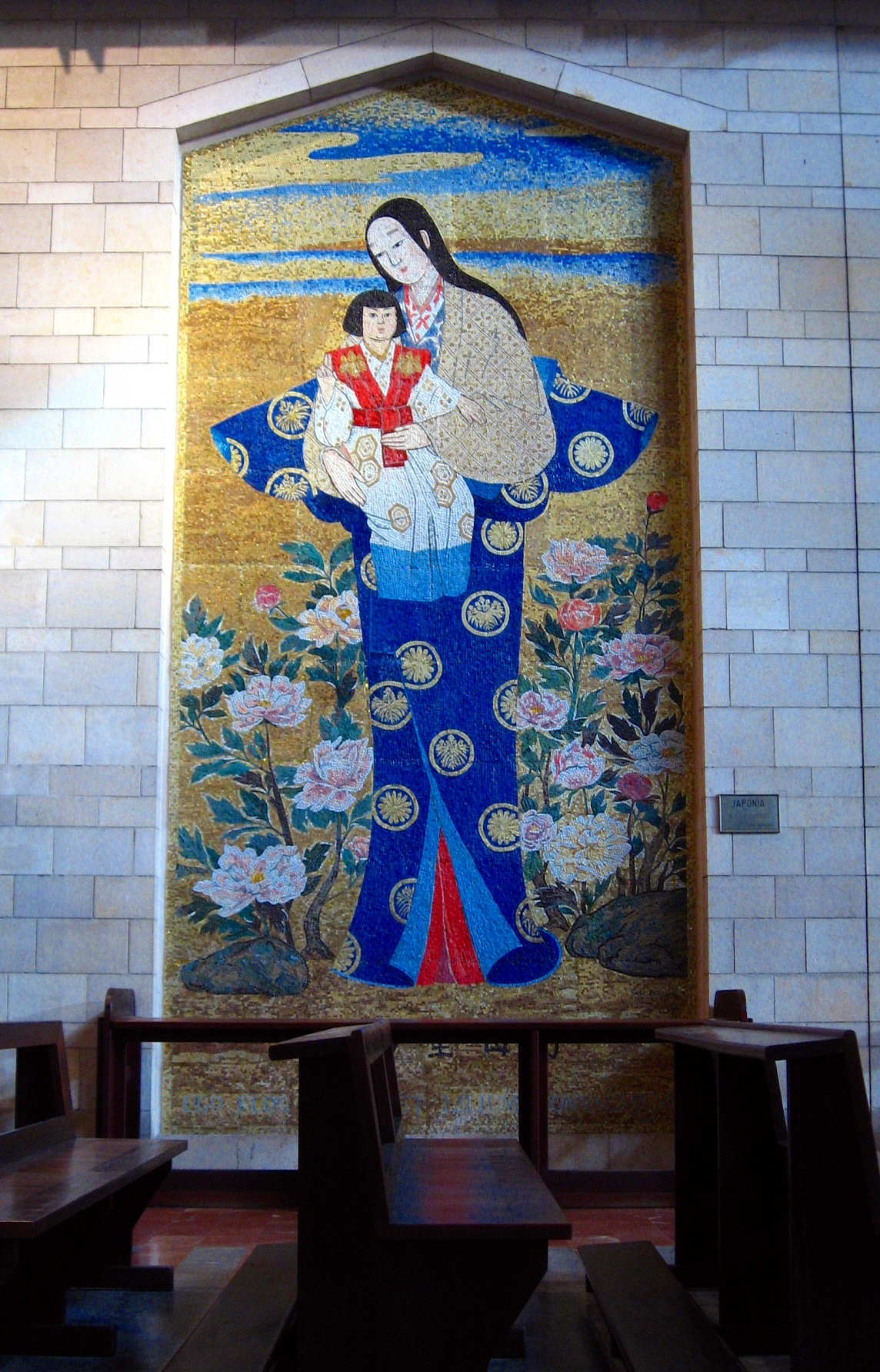
Japonský oltář
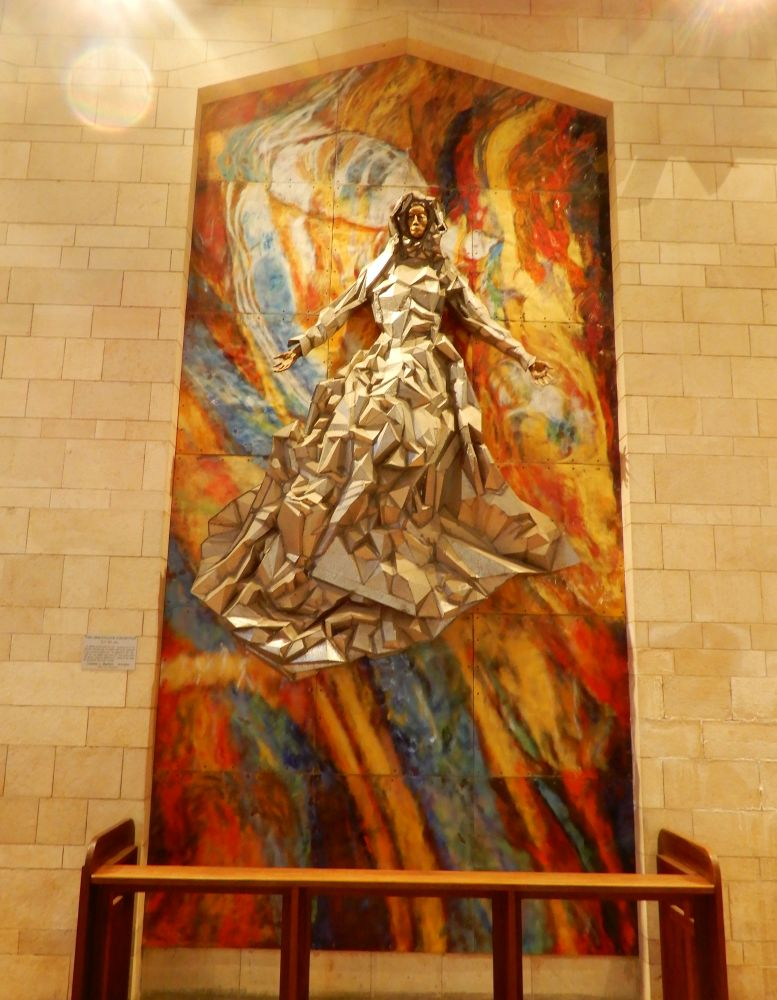
Americký oltář
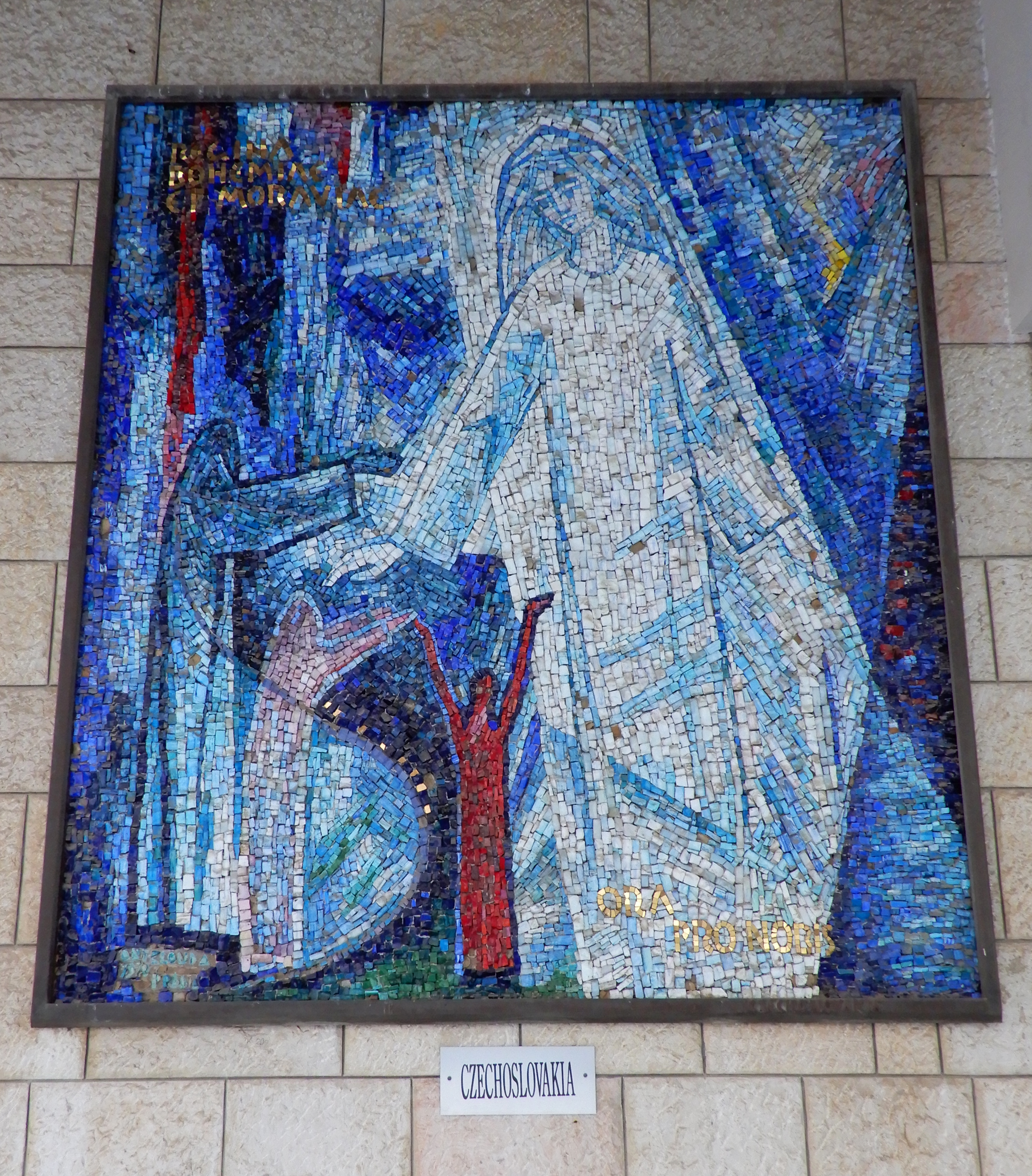
Mozaika Antonína Kloudy v arkádách
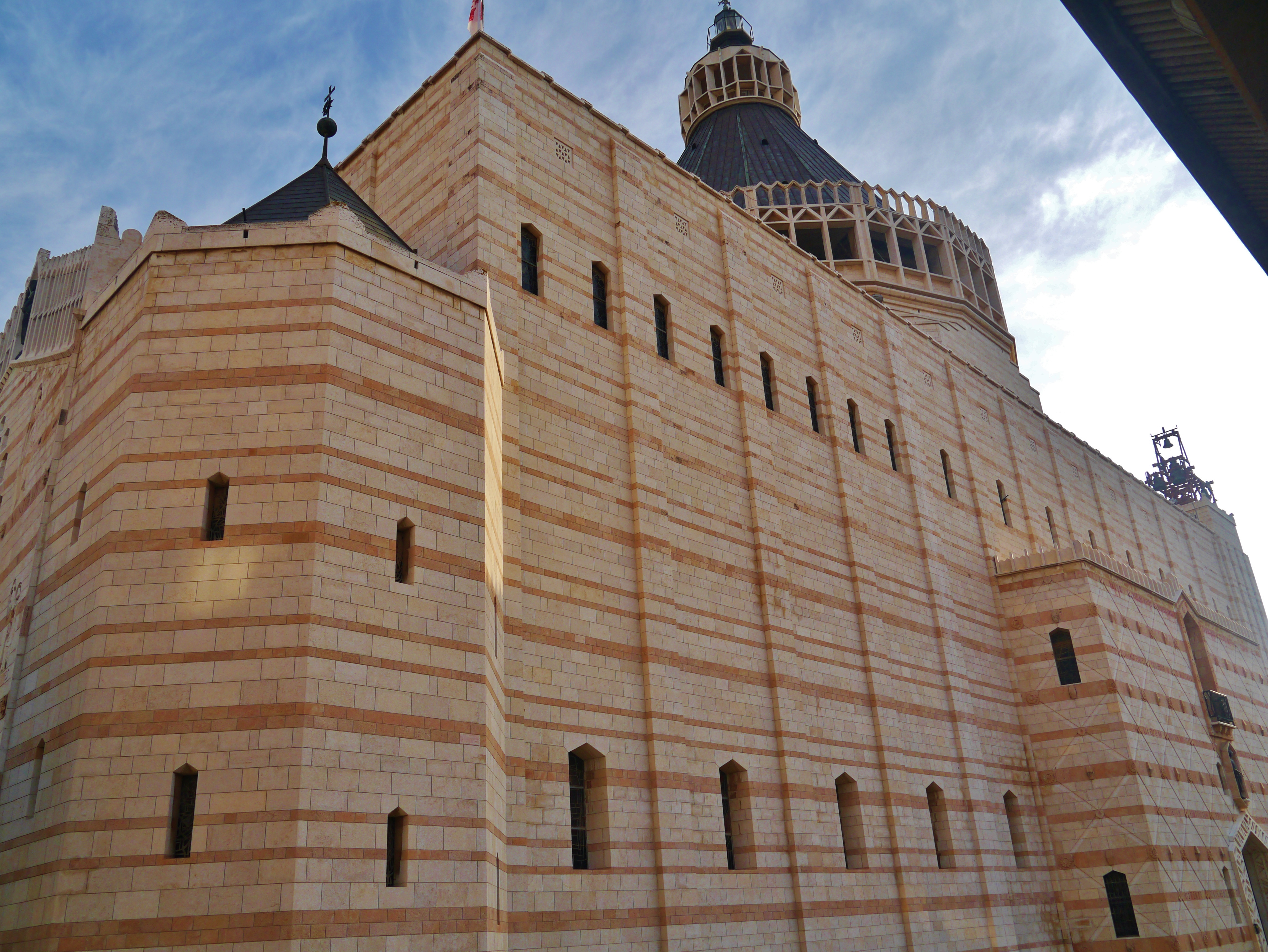
Závěr baziliky
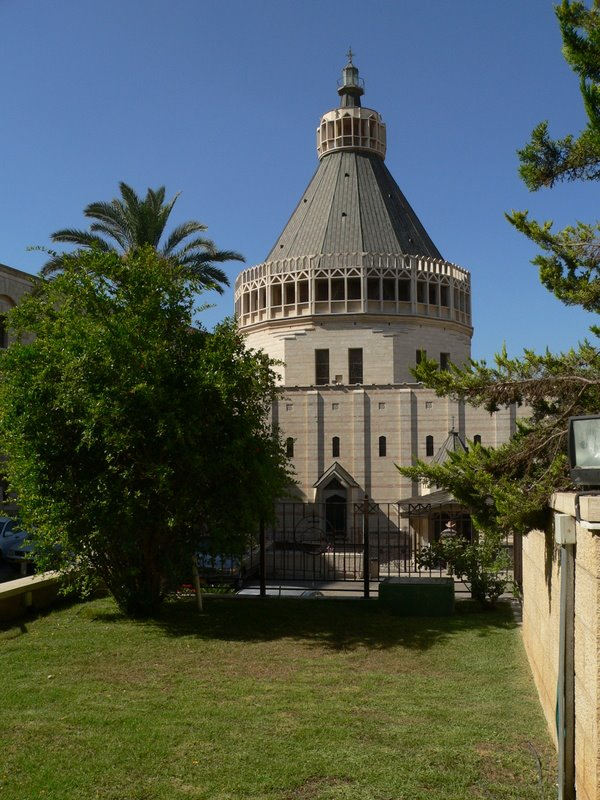
Pohled z klášterní zahrady